# Liste der Vizegouverneure von Massachusetts

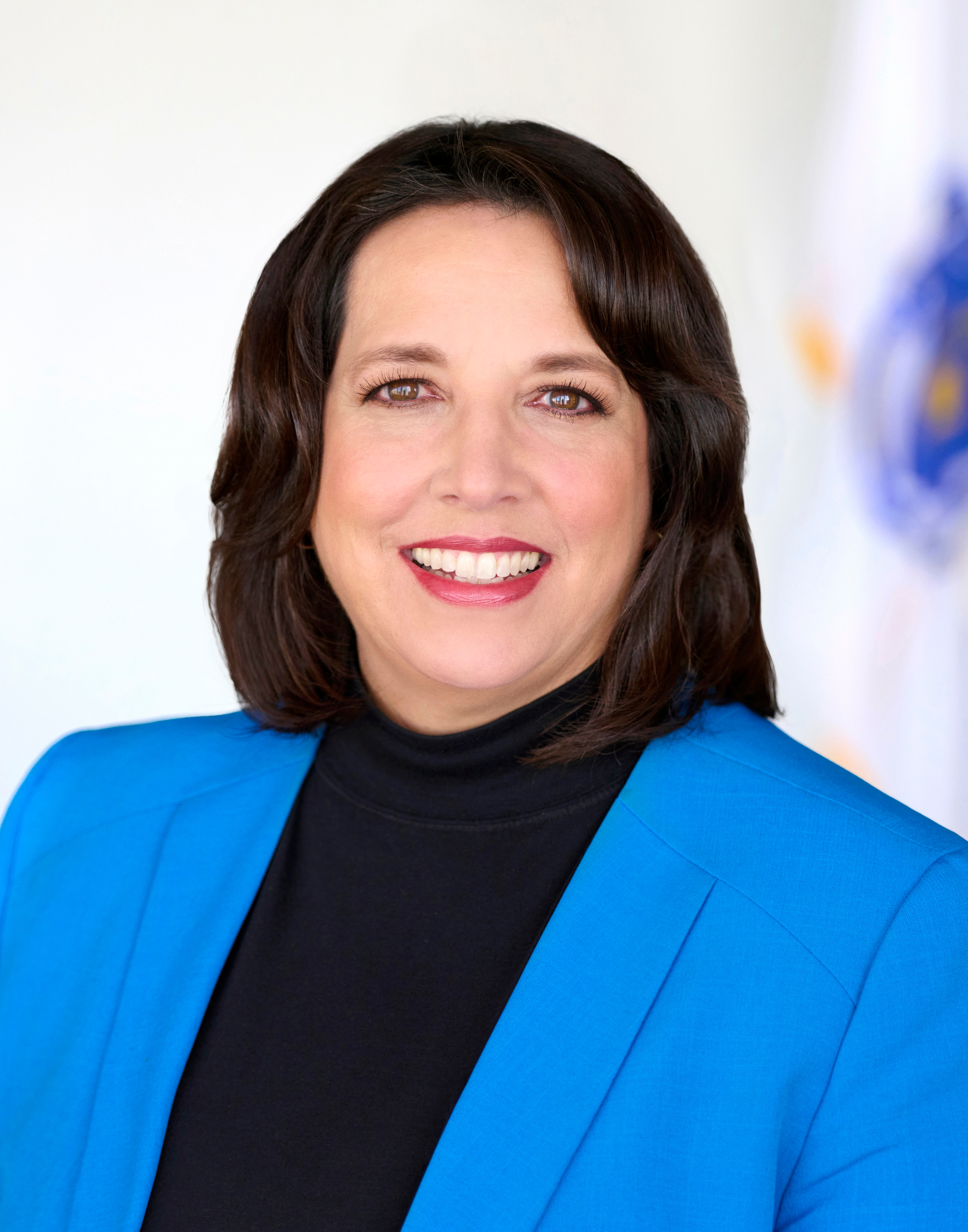
Kim Driscoll, aktuelle Vizegouverneurin von Massachusetts

Das Amt des Vizegouverneurs (Lieutenant Governor) wurde im US-Bundesstaat Massachusetts mit der Verabschiedung der Staatsverfassung im Jahr 1780 eingeführt. Zuvor hatte es bereits in der kolonialen Provinz Massachusetts Bay den Posten des Lieutenant-Governor als Stellvertreter des jeweiligen Gouverneurs gegeben. Laut Verfassung rückt der Vizegouverneur ins Gouverneursamt nach, falls der Inhaber dieses Postens verstirbt, zurücktritt oder des Amtes enthoben wird. Allerdings gilt er dann nicht als offizieller Gouverneur wie in fast allen anderen Bundesstaaten, sondern lediglich als Acting Governor. 
| Name                       | Amtszeit  | Partei                |
| -------------------------- | --------- | --------------------- |
| Thomas Cushing             | 1780–1788 | parteilos             |
| Benjamin Lincoln           | 1788–1789 | parteilos             |
| Samuel Adams               | 1789–1793 | parteilos             |
| Moses Gill                 | 1794–1799 | Föderalist            |
| Samuel Phillips            | 1801–1802 | Föderalist            |
| Edward Hutchinson Robbins  | 1802–1806 | Föderalist            |
| Levi Lincoln               | 1807–1808 | Democratic Republican |
| David Cobb                 | 1809–1810 | Föderalist            |
| William Gray               | 1810–1812 | Democratic Republican |
| William Phillips           | 1812–1823 | Föderalist            |
| Levi Lincoln Jr.           | 1823–1824 | Democratic Republican |
| Marcus Morton              | 1824–1825 | Democratic Republican |
| Thomas L. Winthrop         | 1826–1833 | Democratic Republican |
| Samuel Turell Armstrong    | 1833–1835 | Whig                  |
| George Hull                | 1836–1843 | Whig                  |
| Henry H. Childs            | 1843–1844 | Demokrat              |
| John Reed                  | 1844–1851 | Whig                  |
| Henry W. Cushman           | 1851–1853 | Demokrat              |
| Elisha Huntington          | 1853–1854 | Whig                  |
| William Caudwell Plunkett  | 1854–1855 | Whig                  |
| Simon Brown                | 1855–1856 | Know-Nothing Party    |
| Henry Wetherby Benchley    | 1856–1858 | Know-Nothing Party    |
| Eliphalet Trask            | 1858–1861 | Republikaner          |
| John Zacheus Goodrich      | 1861      | Republikaner          |
| John Nesmith               | 1862      | Republikaner          |
| Joel Hayden                | 1863–1866 | Republikaner          |
| William Claflin            | 1866–1869 | Republikaner          |
| Joseph Tucker              | 1869–1873 | Republikaner          |
| Thomas Talbot              | 1873–1874 | Republikaner          |
| Horatio Gates Knight       | 1875–1879 | Republikaner          |
| John Davis Long            | 1879–1880 | Republikaner          |
| Byron Weston               | 1880–1883 | Republikaner          |
| Oliver Ames                | 1883–1887 | Republikaner          |
| John Quincy Adams Brackett | 1887–1890 | Republikaner          |
| William H. Haile           | 1890–1893 | Republikaner          |
| Roger Wolcott              | 1893–1896 | Republikaner          |
| Winthrop Murray Crane      | 1897–1900 | Republikaner          |
| John Lewis Bates           | 1900–1903 | Republikaner          |
| Curtis Guild               | 1903–1906 | Republikaner          |
| Ebenezer Sumner Draper     | 1906–1909 | Republikaner          |
| Louis Adams Frothingham    | 1909–1912 | Republikaner          |
| Robert Luce                | 1912–1913 | Republikaner          |
| David Ignatius Walsh       | 1913–1914 | Demokrat              |
| Edward P. Barry            | 1914–1915 | Demokrat              |
| Grafton D. Cushing         | 1915–1916 | Demokrat              |
| John Calvin Coolidge       | 1916–1919 | Republikaner          |
| Channing Harris Cox        | 1919–1921 | Republikaner          |
| Alvan Tufts Fuller         | 1921–1925 | Republikaner          |
| Frank G. Allen             | 1925–1929 | Republikaner          |
| William Sterling Youngman  | 1929–1933 | Republikaner          |
| Gaspar Griswold Bacon      | 1933–1935 | Republikaner          |
| Joseph Leo Hurley          | 1935–1937 | Demokrat              |
| Francis E. Kelly           | 1937–1939 | Demokrat              |
| Horace Tracy Cahill        | 1939–1945 | Republikaner          |
| Robert Fiske Bradford      | 1945–1947 | Republikaner          |
| Arthur William Coolidge    | 1947–1949 | Republikaner          |
| Charles F. Sullivan        | 1949–1953 | Demokrat              |
| Sumner Gage Whittier       | 1953–1957 | Republikaner          |
| Robert F. Murphy           | 1957–1961 | Demokrat              |
| Edward Francis McLaughlin  | 1961–1963 | Demokrat              |
| Francis X. Bellotti        | 1963–1965 | Demokrat              |
| Elliot Lee Richardson      | 1965–1967 | Republikaner          |
| Francis William Sargent    | 1967–1969 | Republikaner          |
| Donald R. Dwight           | 1969–1975 | Republikaner          |
| Thomas Phillip O’Neill     | 1975–1983 | Demokrat              |
| John Forbes Kerry          | 1983–1985 | Demokrat              |
| Evelyn Murphy              | 1987–1991 | Demokrat              |
| Argeo Paul Cellucci        | 1991–1999 | Republikaner          |
| Jane Maria Swift           | 1999–2003 | Republikaner          |
| Kerry Murphy Healey        | 2003–2007 | Republikaner          |
| Timothy P. Murray          | 2007–2013 | Demokrat              |
| vakant                     | 2013–2015 |                       |
| Karyn Polito               | 2015–2023 | Republikaner          |
| Kim Driscoll               | seit 2023 | Demokrat              |